# Financial Rand
Financial Rand und Commercial Rand, Afrikaans Finansiële Rand und Kommersiële Rand, waren in einem zweigeteilten Währungs- und Wechselkurssystem, das von 1979 bis 1983 sowie von 1985 bis 1995 in Südafrika existierte, die Bezeichnungen für verschiedene Formen der Landeswährung Südafrikanischer Rand.
Vorläufer dieses Systems bestanden in Form des Blocked Rand von 1961 bis 1976 und des Securities Rand von 1976 bis 1979. Ziel dieser Maßnahmen war es einerseits, Investitionen aus dem Ausland attraktiv zu machen, und andererseits, den Abfluss von Kapital aus Südafrika einzuschränken. Darüber hinaus sollte der normale Zahlungsverkehr getrennt werden vom Finanzmarkt für Kapitaltransaktionen, um den Waren- und Dienstleistungshandel vor unvorhersehbaren Auswirkungen von Kapitalbewegungen zu schützen.
Der Financial Rand, der eine Buchgeldeinheit für den Finanzmarkt ohne eigenes Bargeld war, hatte das ISO-4217-Währungskürzel ZAL gegenüber ZAR für den Commercial Rand, der das Buch- und Bargeld des südafrikanischen Rand für den sonstigen Zahlungsverkehr darstellte und dessen regulären Wechselkurs repräsentierte.

## Vorläufer
Das auslösende Ereignis für die Einführung der dem zweigeteilten Währungssystem zugrundeliegenden Mechanismen war das Sharpeville-Massaker von 1960, das weltweite Proteste gegen das Apartheid-System, einen Rückgang der ausländischen Investitionen in Südafrika sowie Desinvestition und einen Abfluss von Kapital aus dem Land nach sich zog. Als Reaktion darauf wurde 1961 das „Blocked Rand“-System eingeführt, durch das Beschränkungen für den Abzug von ausländischem Kapital und für den Geldtransfer durch Südafrikaner ins Ausland etabliert wurden.
Verkaufserlöse von Ausländern in Südafrika mussten fortan in speziellen Blocked-Rand-Konten bei südafrikanischen Banken angelegt werden. Andererseits konnten Ausländer, die Fremdwährungen in südafrikanische Rand wechseln wollten, anstelle des normalen Geldumtauschs zum regulären Wechselkurs die Landeswährung nun auch durch den Ankauf von Blocked-Rand-Beständen erwerben. Der Kauf dieser Blocked Rand, der weitgehend informell ablief, war billiger als der reguläre Umtausch und wurde demzufolge häufiger genutzt als der offizielle Geldumtausch.
Im Jahr 1976 wurde dieses System umgestellt auf den sogenannten „Securities Rand“-Mechanismus. Dabei wurden Verkaufserlöse von Ausländern als Securities Rand klassifiziert. Diese konnten durch Währungsumtausch an der Johannesburger Börse gehandelt werden, sodass der Verkäufer den Erlös in der gewünschten Fremdwährung ausführen konnte. Demgegenüber kam durch den Käufer neues ausländisches Kapital ins Land, wodurch der Kapitalabfluss ausgeglichen wurde.

## Funktionsweise und Entwicklung
Im Jahr 1979 wurde das „Securities Rand“-System durch den „Financial Rand“ (Finrand) abgelöst. Dabei handelte es sich um einen Nachlass auf den regulären Wechselkurs des südafrikanischen Rand, der demgegenüber als „Commercial Rand“ (Comrand) bezeichnet wurde und sich nahezu ausschließlich im Besitz der Einwohner des Landes sowie der südafrikanischen Firmen und Institutionen befand. Der verringerte Financial-Rand-Kurs galt zum einen für Investitionen in Südafrika durch Ausländer einschließlich des Erwerbs von südafrikanischen Wertpapieren. Der Kapitalfluss ins Land in Form von Investitionen und Wertpapierkauf wurde somit attraktiver, da er billiger war als zum regulären Kurs. Zum anderen konnten Dividenden und Zinserlöse aus solchen Investitionen zum regulären Commercial-Rand-Kurs zurückgetauscht werden, was einen weiteren Anreiz für Investitionen schuf.
Andererseits galt der Financial-Rand-Kurs auch für den Umtausch von südafrikanischen Rand in Fremdwährungen zum Abzug von Kapital ins Ausland, der auf diese Weise finanziell unattraktiv wurde. Bestände an Financial Rand konnten somit nicht zum freien Erwerb von Waren und Dienstleistungen genutzt werden. Der Kurs des Financial Rand wurde durch das Exchange Control Department anhand des Verhältnisses aus dem Zu- und Abfluss von Kapital nach beziehungsweise aus Südafrika festgelegt. Er lag durchschnittlich 25 bis 40 Prozent und zeitweise bis zu 50 Prozent unter dem Kurs des Commercial Rand, der Unterschied zwischen beiden Kursen galt als Indikator für das Geschäftsklima im Land. Eine Umwandlung von Financial Rand in Commercial Rand oder umgekehrt war nur mit Zustimmung der South African Reserve Bank möglich.

## Ende des Finrand-Systems
Das zweigeteilte Währungssystem wurde 1983 zugunsten eines einheitlichen Wechselkurses ausgesetzt. Nach der Rubikon-Rede des damaligen Präsidenten Pieter Willem Botha am 15. August 1985 führte die südafrikanische Regierung den Financial Rand jedoch Anfang September desselben Jahres erneut ein, da durch die weltweite Reaktion auf die Ansprache die ausländischen Investitionen wieder stark nachließen und der Abfluss von Kapital sich deutlich verstärkte. Die Abschaffung des Systems erfolgte 1995 nach dem Ende der Apartheid.